# Develop
Develop è stata una rivista britannica pubblicata mensilmente che si occupava di videogiochi. Con sede a Hertford, in Inghilterra, Develop era un mensile professionale destinato principalmente agli sviluppatori di videogiochi; si trattava dell'unica rivista di questo tipo in Europa.
La rivista era disponibile sia in forma cartacea che in formato digitale, e raggiungeva ogni mese circa 300.000 lettori; inoltre, dal 2007, Develop dispone anche di un sito web che offre contenuti multimediali.
In aggiunta alla pubblicazione della rivista e alla gestione del sito web, Develop era anche promotrice di alcuni eventi. A partire dal 2006, il gruppo organizzava ogni anno a Brighton la Develop Conference, luogo di confronto e di dibattito per gli sviluppatori di videogiochi. Ogni anno, inoltre, la rivista assegnava i Develop Industry Excellence Awards alle aziende e alle persone che si erano distinte nel settore, e pubblicava in collaborazione con Metacritic Develop 100, un ranking mondiale delle cento migliori aziende impegnate nello sviluppo di videogiochi.
Nel novembre 2017, NewBay Media, all'epoca proprietaria di Develop, annunciò che i siti web, le riviste e gli eventi di Develop e della rivista gemella Esports Pro sarebbero stati assorbiti da MCV entro l'inizio del 2018, con la pubblicazione della rivista combinata a cadenza mensile.